# Elachiptera penita
Elachiptera penita är en tvåvingeart som först beskrevs av Adams 1908.  Elachiptera penita ingår i släktet Elachiptera och familjen fritflugor. Inga underarter finns listade i Catalogue of Life.